# Perissomerus alvarengai
Perissomerus alvarengai är en skalbaggsart som beskrevs av Martins 1961. Perissomerus alvarengai ingår i släktet Perissomerus och familjen långhorningar. Inga underarter finns listade i Catalogue of Life.